# Perforadora de tarjetas

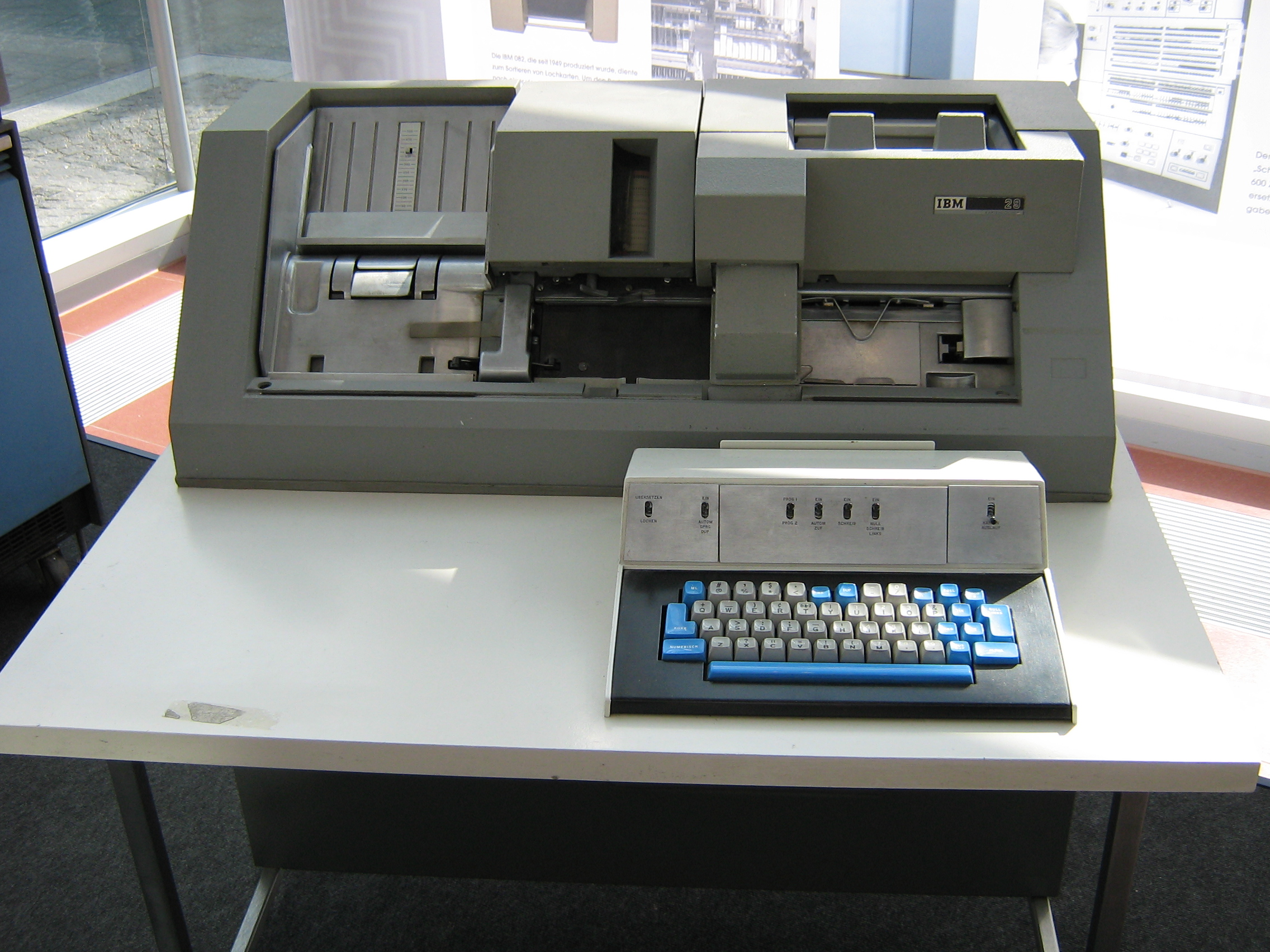
Una perforadora de tarjetas IBM 029.

Una perforadora de tarjetas es un dispositivo que permite perforar tarjetas de acuerdo a un patrón definido por el operador, que sirve para ingresar información. Una vez ingresada la información estas tarjetas se llaman tarjetas perforadas.
Las primeras perforadoras de tarjetas eran manuales, más tarde aparecieron perforadoras mecánicas.
En muchas instituciones dedicadas al procesamiento de información las tarjetas perforadas eran enviadas a un dispositivo llamado verificador (que era similar al perforador), donde el operador ingresaba la misma información que se ingresó para perforar la tarjeta y el dispositivo comprobaba si la información había sido ingresada correctamente. También dejaba una marca en el lado derecho de la tarjeta verificada.
Hubo una gran demanda de operadores que trabajaran a tiempo completo en las perforadoras y verificadoras, se solicitaban principalmente mujeres, las que se conocían como perforistas.

## Perforadores de tarjetas de Hollerith e IBM (1890 a 1930)
En la década de 1890 Herman Hollerith creó la primera perforadora de tarjetas que podía perforar una tarjeta de 12 filas por 20 columnas, la cual se debía alinear manualmente por el operador para perforar correctamente en alguna de las 20 columnas.
En 1901 Hollerith patentó un mecanismo donde el operador presionaba una de las 12 teclas para hacer una perforación y la tarjeta se movía automáticamente a la siguiente columna.
La primera generación de perforadoras Type 001 tenía 45 columnas y agujeros redondos.
En 1923 CRT (Antiguo nombre de IBM) lanzó la primera perforadora eléctrica.
Más tarde IBM lanzó los modelos Type 016 Motor-Driven Electric Duplicating Key Punch (1929), la Type 31 Alphabetical Duplicating Punch (1933), y la Type 32 Alphabetical Printing Punch (1933).

## Perforadoras y Verificadoras para tarjetas de 80 Columnas de IBM

### IBM 024, 026
La IBM 024 Card Punch y la IBM 026 Printing Card Punch fueron anunciadas en 1949. Eran prácticamente idénticas con excepción del mecanismo de impresión.
De la IBM 026 había dos versiones muy populares con diferentes conjuntos de caracteres. Estaba la versión científica que imprimía caracteres como “=”, “+”, entre otros y la comercial que imprimía el símbolo “%”.

### IBM 056 Card Verifier
Este modelo era el verificador para las tarjetas creadas por los modelos IBM 024 e IBM 026, la IBM 056 poseía una apariencia similar al modelo IBM 026 a excepción de unos leds rojos que indicaban errores.
La IBM 056 usaba la mayoría de los componentes eléctricos y mecánicos que usaban los modelos 024/026 con la excepción de la unidad de perforado y el cabezal de impresión.
Cuando el dispositivo hallaba un error, le daba dos oportunidades de reingresar el dato que debía estar en ese campo (para verificar que el operador no había cometido un error), si en efecto había un error se colocaba una marca sobre la columna.
La tarjetas que tenían error eran re-perforadas (usando una IBM 024 o IBM 026).

### IBM 824 Typewriter Card Punch
Este modelo consistía en una IBM 024 donde el teclado original era reemplazado por teclado eléctrico de IBM, permitiendo que el mismo texto sea digitado y perforado.

### IBM 826 Typewriter Card Punch
Similar al modelo anterior, pero en este el teclado era reemplazado en una IBM 026.

### IBM 029
Este modelo fue introducido con la computadora System/360 de IBM en 1964. Este dispositivo podía imprimir caracteres como el “+” y el “=” así como los caracteres del Extended Binary Coded Decimal Interchange Code (EBCDIC).
La IBM 029 era mecánicamente similar a la 026.

### IBM 059 Card Verifier
Era el dispositivo verificador que acompañaba a la IBM 029

### IBM 129 Verifier
Era un dispositivo capaz de verificar y perforar, se cambiaba de modos mediante un interruptor en el teclado.